# Педино, Антон Филиппович
Антон Филиппович Педино (Педин; 12 февраля 1836 — ?) — отставной генерал-лейтенант Кубанского казачьего войска, почётный мировой судья, участник Кавказской и Русско-турецкой (1877—1878) войн.

## Биография
Антон Педино родился в 1836 году. Православного вероисповедания. Служил в Кубанском казачьем войске. С 1852 году участвовал в Кавказской войне. За отличия в боях с горцами в 1864 году присвоен чин есаула. С 17 января 1877 года командир 2-го Хопёрского казачьего полка. С началом 12 апреля того же года Русско-турецкой войны со своим полком находился в составе Эриванского отряда, действовавшего на кавказском театре войны. «За боевые отличия» Педино в том же году присвоен чин полковника, а в следующем 1878 году он был награждён золотым оружием «За храбрость». С 18 марта 1880 по 20 июня 1885 годы командовал 1-м Урупским конным полком, а затем по 3 августа 1891 года — 1-м Екатеринодарским казачьим полком Кубанского казачьего войска. 3 августа 1891 года произведен в генерал-майоры и назначен командиром 2-й бригады 1-й Кавказской казачьей дивизии. 12 ноября 1899 года уволен в отставку с мундиром и пенсией с производством в генерал-лейтенанты.
| Отечественные: - орден Св. Станислава 3-й ст. с мечами и бантом (1859) - орден Св. Анны 3-й ст. с мечами и бантом (1864) - орден Св. Станислава 2-й ст. с мечами (1870) - орден Св. Анны 2 ст. с мечами (1877) - орден Св. Владимира 4-й ст. с мечами и бантом (1878) - золотое оружие «За храбрость» (1878) - орден Св. Владимира 3-й ст. (1886) Иностранные: - орден Льва и Солнца 3-й степени (Персия; 1879) | - сотник (1862) - есаул (1864) - войсковой старшина (1867) - подполковник (1873) - полковник (1877) - генерал-лейтенант (1899) |

## Семья
Имя жены неизвестно. Имел 3 детей:
- Михаил (1888 ― 29 февраля 1968; Лилль, Франция) ― войсковой старшина, в эмиграции во Франции. Окончил Тифлисское военное училище (1915), служил в 9-м Кубанском пластунском батальоне ККО (подъесаул), участник 1-го Кубанского («Ледяного») похода в 1-м Кубанском конном полку, в Добровольческой армии и ВСЮР (есаул), начальник Кубанского отделения Северо-Кавказского управления военной ж/д стражи[3][4].
- Николай (1889―?) ― полковник, на 1922 год в эмиграции в Югославии. Окончил Бакинское реальное училище и Михайловское артиллерийское училище (1898), служил в 3-м Екатеринодарском полку ККО (есаул), в Добровольческой армии, участник 1-го Кубанского («Ледяного») похода в 1-м Кубанском конном полку, во ВСЮР и Русской армии Врангеля до эвакуации Крыма[3][4].